# Венецианская школа живописи

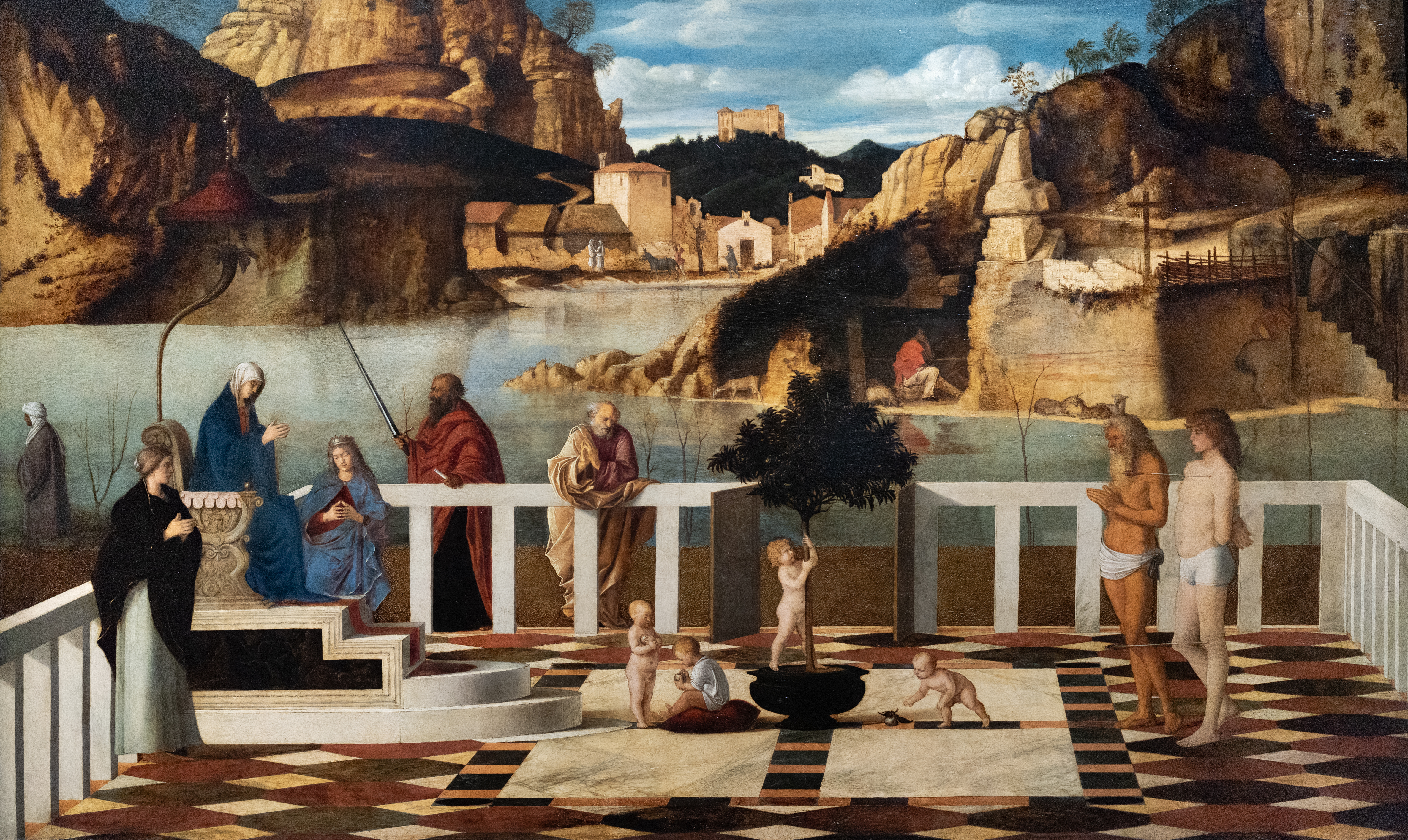
Джованни Беллини. Allegoria sacra («Озёрная Мадонна»). Ок. 1490. Дерево, темпера. Уффици, Флоренция

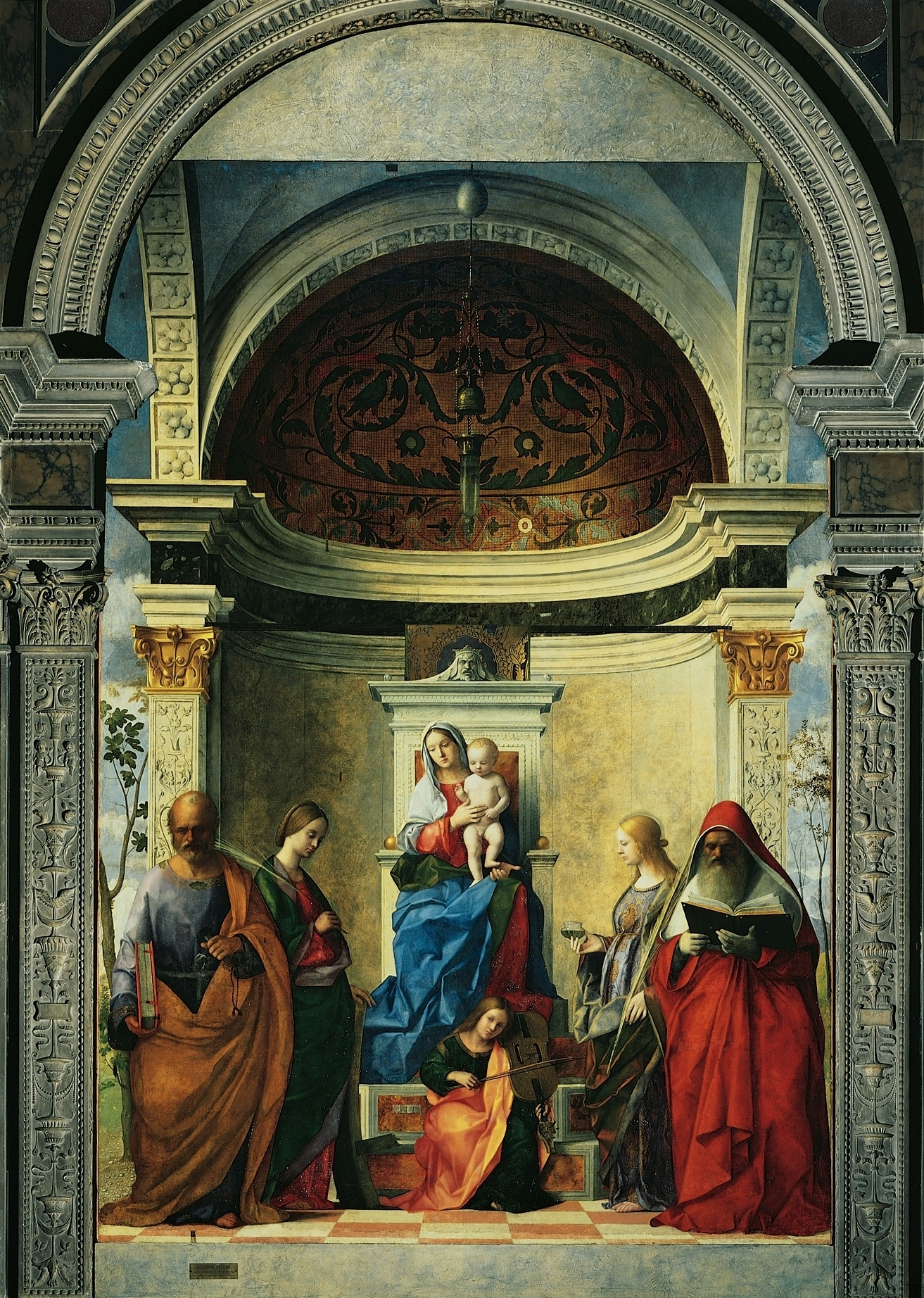
Джованни Беллини. Алтарь Сан-Заккариа (Святое Собеседование). Мадонна на троне со святыми Петром, Екатериной Александрийской, Луцией Сиракузской, Иеронимом Стридонским и ангелом. 1505. Холст, масло (перенесено с дерева). Церковь Сан-Заккариа, Венеция

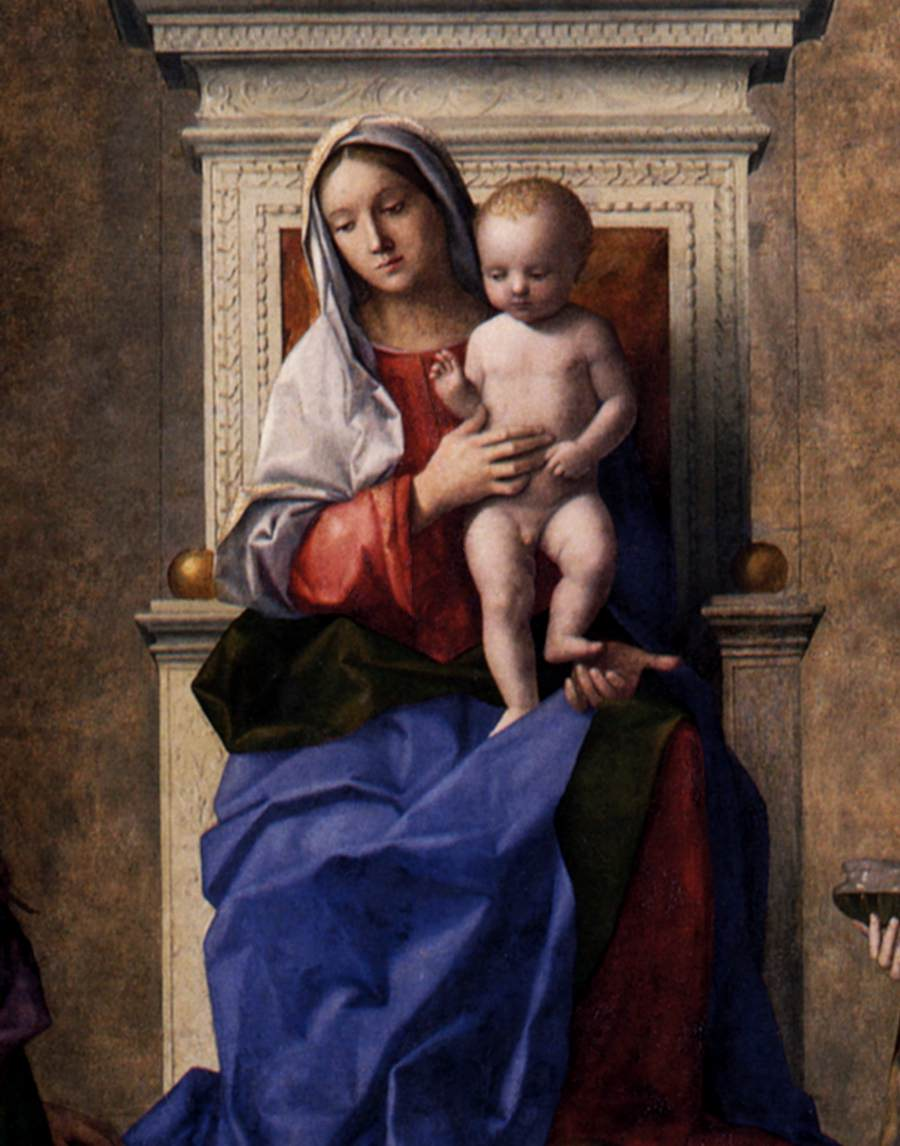
Джованни Беллини. Алтарь Сан-Заккариа. Деталь

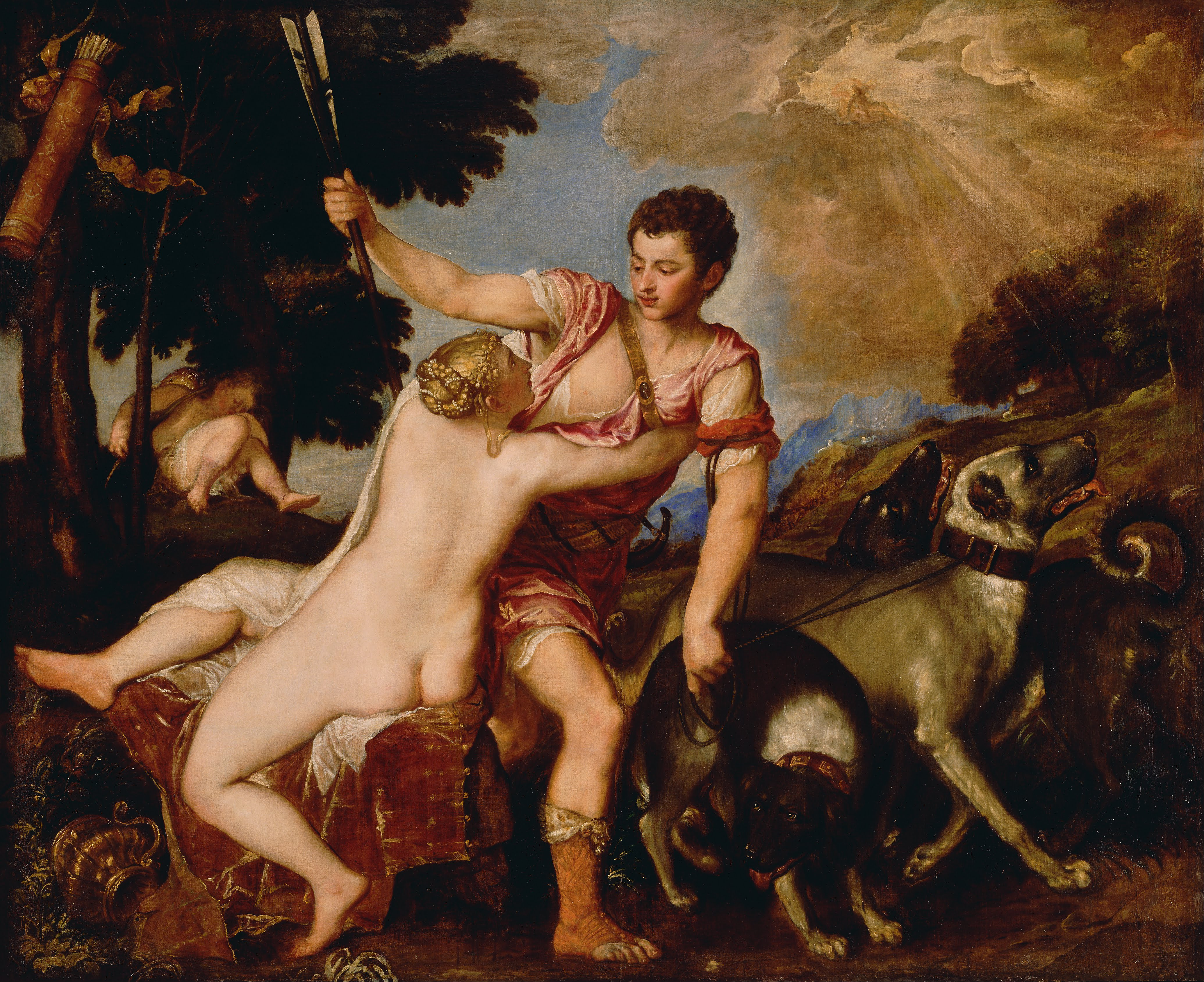
Тициан. Венера и Адонис. Ок. 1553. Холст, масло. Прадо, Мадрид

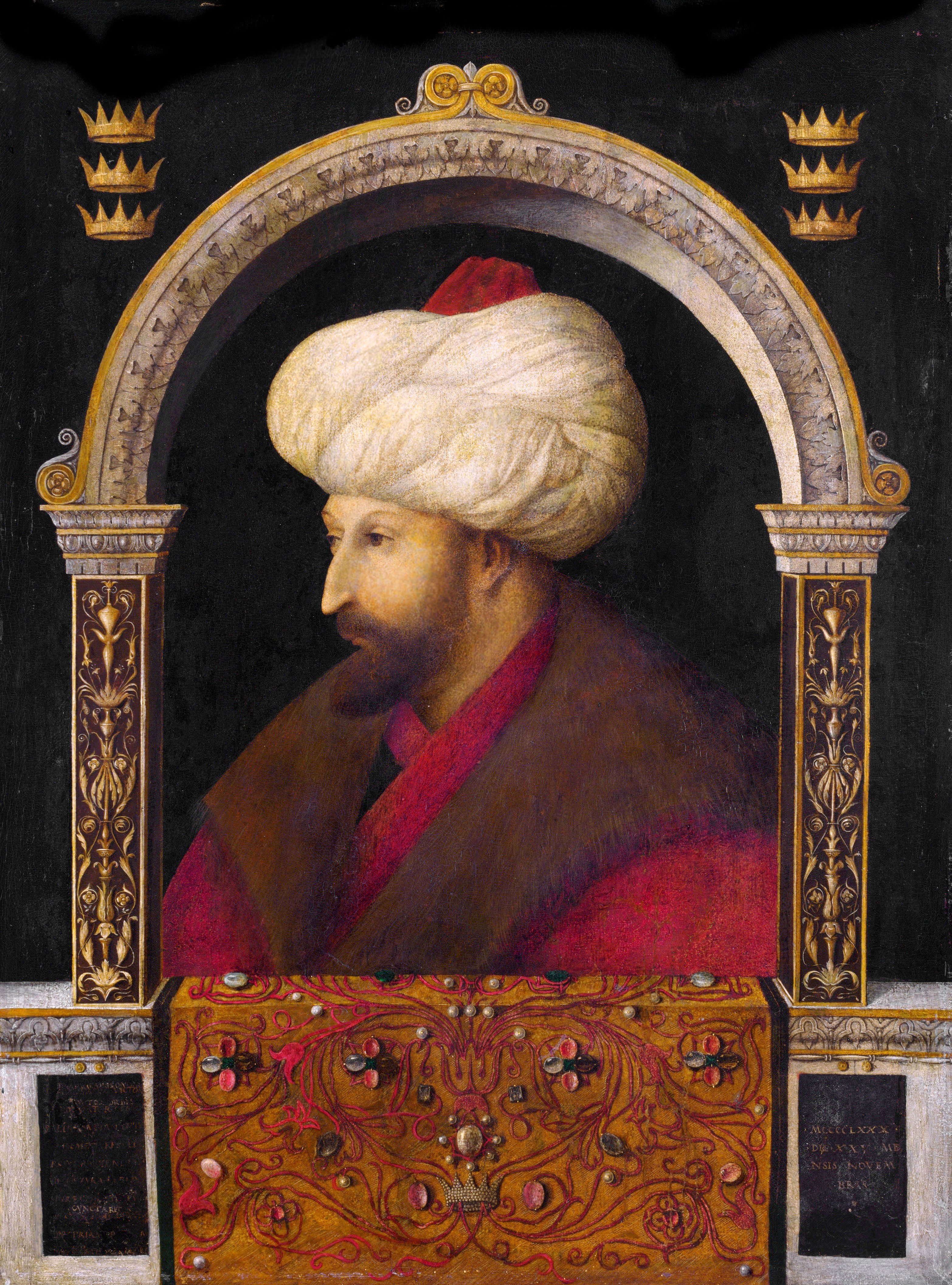
Джентиле Беллини. Портрет Мехмеда II, 1480. Холст, масло. Национальная галерея, Лондон

Венецианская школа (итал. La pittura veneta, scuola veneta) — одна из главных итальянских историко-региональных школ живописи, сложилась и развивалась в Венеции и в области Венето, на Терраферме (материковых владениях Венецианской республики), северная Италия. Наибольшее развитие получила в XV—XVI веках. Для этой школы характерно преобладание живописных начал, яркие колористические решения, углубленное владение выразительными возможностями техники масляной живописи.

## История

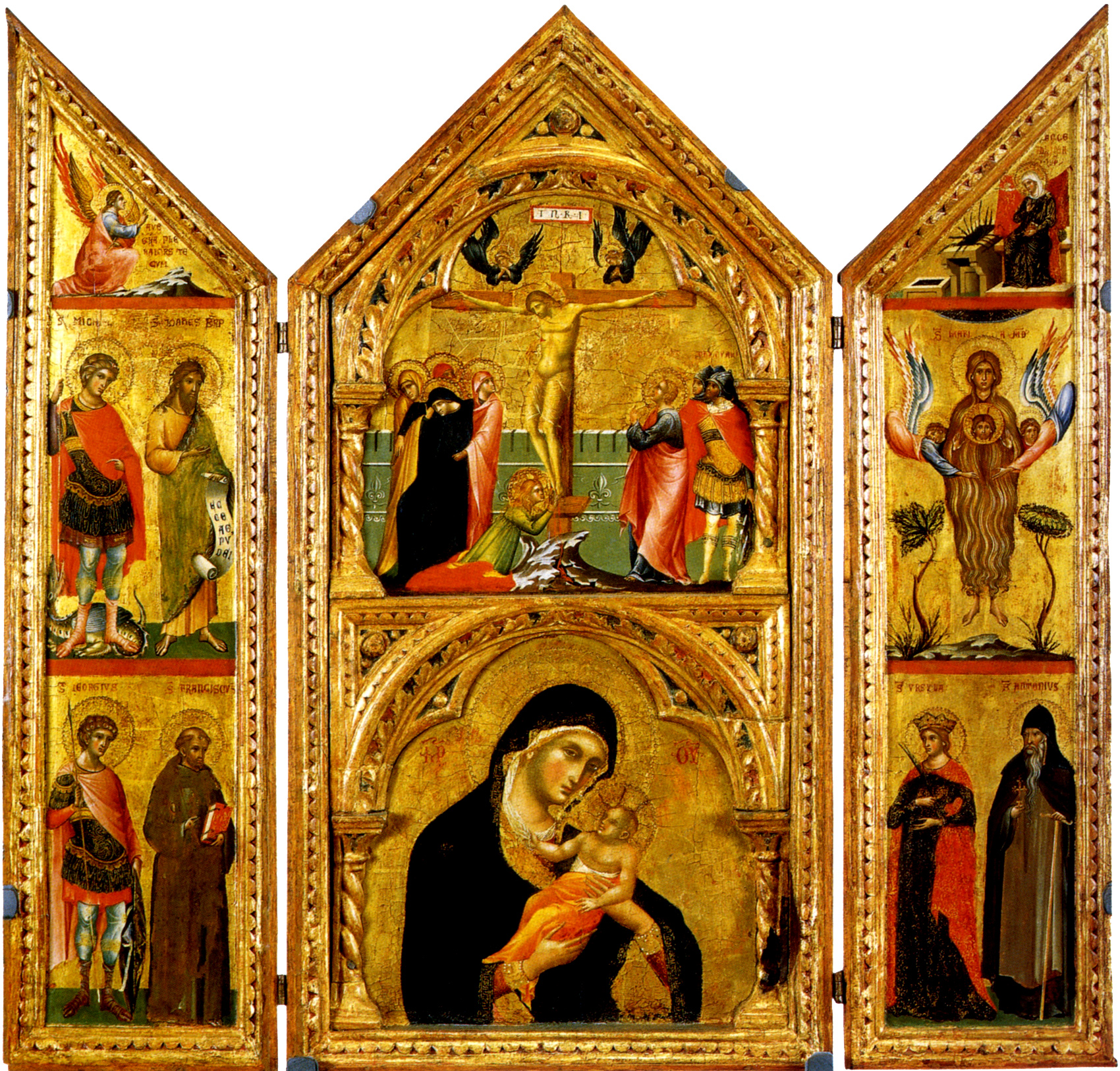
Паоло Венециано. 1324. Дерево, темпера, золочение. Национальная галерея, Парма

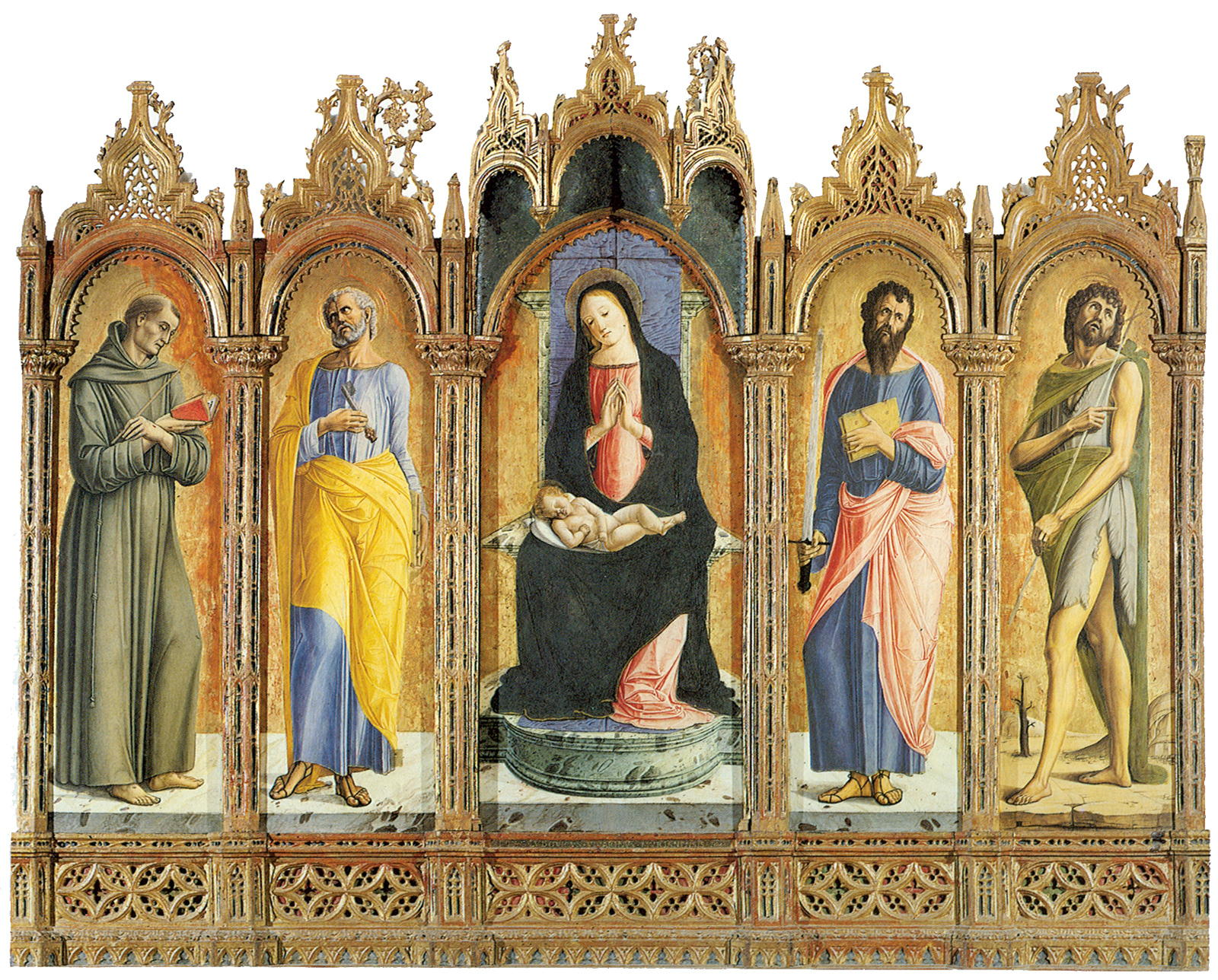
Альвизе Виварини. Мадонна на троне и четыре святых. Ок. 1476. Дерево, темпера. Национальная галерея Марке, Урбино

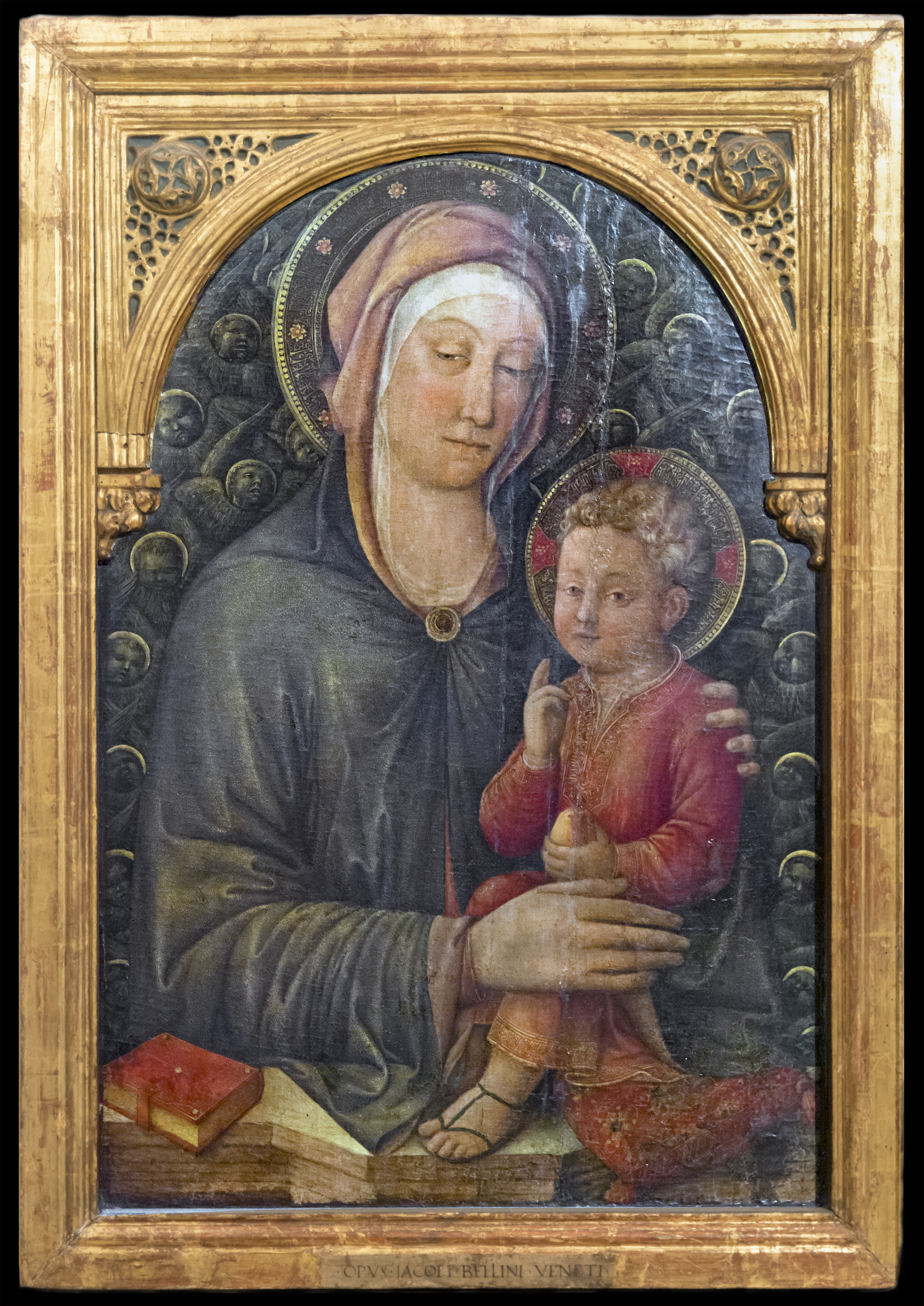
Якопо Беллини. Мадонна с Младенцем и херувимами. 1450-е. Дерево, темпера. Галерея Академии, Венеция

Венецианская школа насчитывает несколько столетий исторического развития. На первых этапах главенствовала архитектура. Особое географическое положение и обоюдные культурные влияния как с запада (готика) так и с востока (прежде всего из Византии) обусловили своеобразный сплав культуры, что отразилось в так называемой венецианской готике. Последняя не имела значительного конструктивного характера (как во Франции), а активно использовала декоративное начало. В декоре сооружений преобладали элементы, заимствованные как из западноевропейского средневековья, так и из Византийской империи. Многие произведения искусства, оказавшие особое влияние на живописную венецианскую школу: икона, эмаль, мозаика, ковры и восточные ткани, ювелирные изделия, попадали в город лагуны торговыми путями, морем, или в качестве военных трофеев.
Первые образцы живописи треченто (XIV века) ещё тяготели к византийским образцам иконописи и мозаики. Элементы готики в сочетании с византийскими влияниями давали своеобразные местные образцы. Помимо традиционной византийской иконографии венецианцы разрабатывали собственную. Работая темперой по дереву и вызолоченному левкасу, мастера так называемой итало-критской школы создали, в частности, на основе византийской свою иконографию Богоматери. Русский византинист Н. П. Кондаков, отмечая эту особенность, назвал творчество этих мастеров «нирваной итальянской живописи».
Первым и самым известным представителем венецианского треченто является Паоло Венециано. Он дал решительно новаторскую интерпретацию живописи лагуны и разработал свой собственный язык, балансирующий между византийским миром и новыми готическими темами. Другими известными мастерами раннего периода были Альвизе Виварини и Якопо Беллини.
Другой «стилевой поток» проникал в Венецию с Севера, из Нидерландов, живописи «арс нова», но не прямым, а кружным путём, через Неаполь. Живописец Антонелло да Мессина, родом из Сицилии, учился в Неаполе при дворе испанских наместников и познакомился с новой техникой масляной живописи работавших там нидерландских художников. В 1475 году он прибыл в Венецию, где встретился с венецианским живописцем Джованни Беллини, и этот момент считают «поворотным в истории живописи итальянского Возрождения».
Антонелло принёс в Венецию технику масляной живописи, заимствованных у нидерландцев тончайших лессировок, «настроения христианского пантеизма и психологизм портретного жанра». Джованни Беллини соединил эти новации с особой, по определению А. Н. Бенуа, «сверхземной и, одновременно, чувственной атмосферой» романтического пейзажа, где под уснувшими скалами дремлют воды", имея ввиду необычный иконографический тип композиции, появление которого связано именно с венецианской школой живописи: «Святое собеседование». Термин «Святое Собеседование» в 1946 году предложил итальянский историк Н. Расмо в качестве названия картины Джованни Беллини, именовавшейся в то время «Озёрной Мадонной». Это одно из самых загадочных произведений итальянской живописи, относится периоду 1490-х годов и известно также под названием «Священная аллегория» (итал.  Allegoria Sacra).
Братья Джованни и Джентиле Беллини учились в мастерской отца Якопо Беллини, работавшего также в Падуе. Поэтому считается, что венецианская школа живописи складывалась под влиянием падуанской, искусства Андреа Мантеньи и умбрийца Джентиле да Фабриано. Многие из венецианцев уходили через Терраферму дальше на Север и, возможно, самостоятельно знакомились с картинами нидерландцев и техникой масляных красок. Для венецианской школы это обстоятельство имело важное значение, поскольку из-за влажного климата в самой Венеции почти не писали фресок, не терпящих влажности. Например, все знаменитые картины Дворца дожей на стенах и плафонах, как и в других дворцах и скуолах, представляют собой не фрески, а декоративные панно — холсты, натянутые на деревянные рамы. Джованни Беллини (венецианцы называют его ласково Джамбеллино) также сумел создать на традициях иконописи итало-критской школы классический тип композиции Мадонны с Младенцем на фоне сельского пейзажа, позднее заимствованный у него Леонардо да Винчи и Рафаэлем.
Венецианские мастера достигли значительных успехов в портретной живописи, о чём свидетельствуют их приглашения в другие страны. Одной из самых характерных черт венецианской живописи в жанрах алтарной картины и светского портрета является «отрешённое созерцание» и лирическое настроение. Таковы образы многих венецианских мастеров: братьев Беллини, Карло и Витторе Кривелли, Марко Базаити, Чимы да Конельяно, Лоренцо Лотто), Витторе Карпаччо, Винченцо Катены. Эту особенность отмечал П. П. Муратов: «Джованни Беллини написал множество мадонн, очень простых, серьёзных, не печальных и не улыбающихся, но всегда погружённых в ровную и важную задумчивость. Это созерцательные и тихие души, в них есть полнота какого-то равновесия… Это созерцание становится высочайшей целью искусства».
Поэтичность венецианской живописи идеально воплотил гениально одарённый живописец, поэт и музыкант, но преждевременно умерший в тридцать два года от эпидемии чумы Джорджоне да Кастельфранко. Этот художник прожил короткую жизнь, но успел создать особое, идиллическое направление в живописи, продолжателем которого, отчасти, стал соученик и сотрудник Джорджоне Тициан Вечеллио.
Эпоха Высокого Возрождения началась в Венеции с опозданием в сравнении с Флоренцией или Римом, но имела и свои особенности. Классицистическое начало, гуманизм и апеллирование к греко-римской античности имело в Венеции меньшее значение, чем в Тоскане, Лацио и даже в болонской школе. Венецианцев в большей степени всегда привлекали праздники, восточная роскошь, красочность и нега.
Этап Высокого Возрождения в Венеции был довольно долгим, о чём свидетельствуют лучшие произведения Тициана, Веронезе, Тинторетто, несмотря на воздействие других стилевых течений, особенно итальянского маньеризма, прослеживающееся в творчестве Себастьяно дель Пьомбо, Лоренцо Лотто, Якопо Тинторетто. Многие живописцы распространяли своё влияние за пределами Венеции в провинцию Венето и малые города венецианской Террафермы.
Художники этой эпохи оказали значительное влияние на дальнейшее развитие европейской живописи.

### XVII век
В XVII веке венецианская школа живописи утратила ведущие позиции и не дала ни одной значительной фигуры в живописи, какими ранее были Джорджоне, Тициан, Паоло Веронезе или Тинторетто. Стиль барокко в Венеции не получил большого распространения и его лучшие образцы созданы художниками других центров как в архитектуре, так и в живописи. В городе было создано несколько церквей в стиле пышного венецианского барокко, но здесь сформировалась собственная художественная школа, ориентированная не на образцы барочной архитектуры папского Рима, а на местную архитектурную традицию. В декоративно-прикладном искусстве также наблюдалась доминанта местных художественных традиций: в производстве знаменитого венецианского стекла, венецианских кружев и ювелирных изделий.
В семнадцатом столетии из-за ослабления морской торговли Венеция испытывала политический и экономический кризис. Многие художники в поисках выгодных заказов покидали город лагуны и работали в других художественных центрах. Так венецианец Карло Сарачени почти всю жизнь работал в Риме, где стал одним из эпигонов Караваджо, а его творчество не имело влияния на художественную ситуацию в Венеции. Исключением было творчество забытого на три века портретиста Пьетро Беллотти. Он рано открыл значимость портрета старого человека и мастерски воспроизводил его в различных сюжетах.
В конце XVII века в Венеции работал ряд мастеров, придерживающихся манеры тенеброзо, начатой Караваджо и развитой его последователями караваджистами, но без значительных достижений своих предшественников. В Венеции XVII века среди выдающихся художников почти все — иностранцы или не венецианцы (Доменико Фетти, Бернардо Строцци, Иоганн Лисс).

### XVIII век
В XVIII веке Венеция возвращала себе славу одного из главных центров искусства Западной Европы. Ведущим художником того времени был выдающийся живописец-декоратор Джованни Баттиста Тьеполо, который, тем не менее, много работал в сопредельных странах, он был самым востребованным художником многих королевских дворов и семейств Европы. Время Тьеполо это период, когда в городе получили интенсивное развитие театр, инструментальная и церковная музыка.
В XVIII веке Венецию прославила классическая ведута — детальное изображение городского пейзажа и знаменитых памятников архитектуры. Характерной особенностью ведут является фотографическая точность в изображении архитектуры, вплоть до мельчайших деталей, графичность в соединении с особенным чувством глубины изобразительного пространства. Наиболее знаменитыми живописцами-ведутистами в Венеции и за её пределами были Каналетто, Антонио Джо́ли, Микеле Мариески, Джованни Паоло Панини, Бернардо Беллотто, Франческо Гварди.
Венецианские мастера и раньше работали за пределами могучей торгово-воинственной империи, какой была Венеция (Витторе Карпаччо в Далмации, Тициан в Мантуе и Риме, Лоренцо Лотто — в Испании). В XVIII веке труд за пределами Венеции — горькая судьба многих венецианских художников. Одни участвуют в создании нового стилистического направления эпохи (Розальба Каррьера в становлении рококо), другие несут сокровища находок венецианского стиля живописи в разные страны (Якопо Амигони работал в Баварии (1716—1728), в Лондоне (1729—1739), в Мадриде (1747—1752), где и умер, Тьеполо — в Германии и Испании, Бернардо Беллотто — в Саксонии, Австрии и Польше). Лишь часть из них вернётся на родину, но все они причисляются к венецианской школе. В конце XVIII века венецианская школа утрачивала ведущее значение, уступая место другим художественным школам, течениям и стилям.

## Галерея

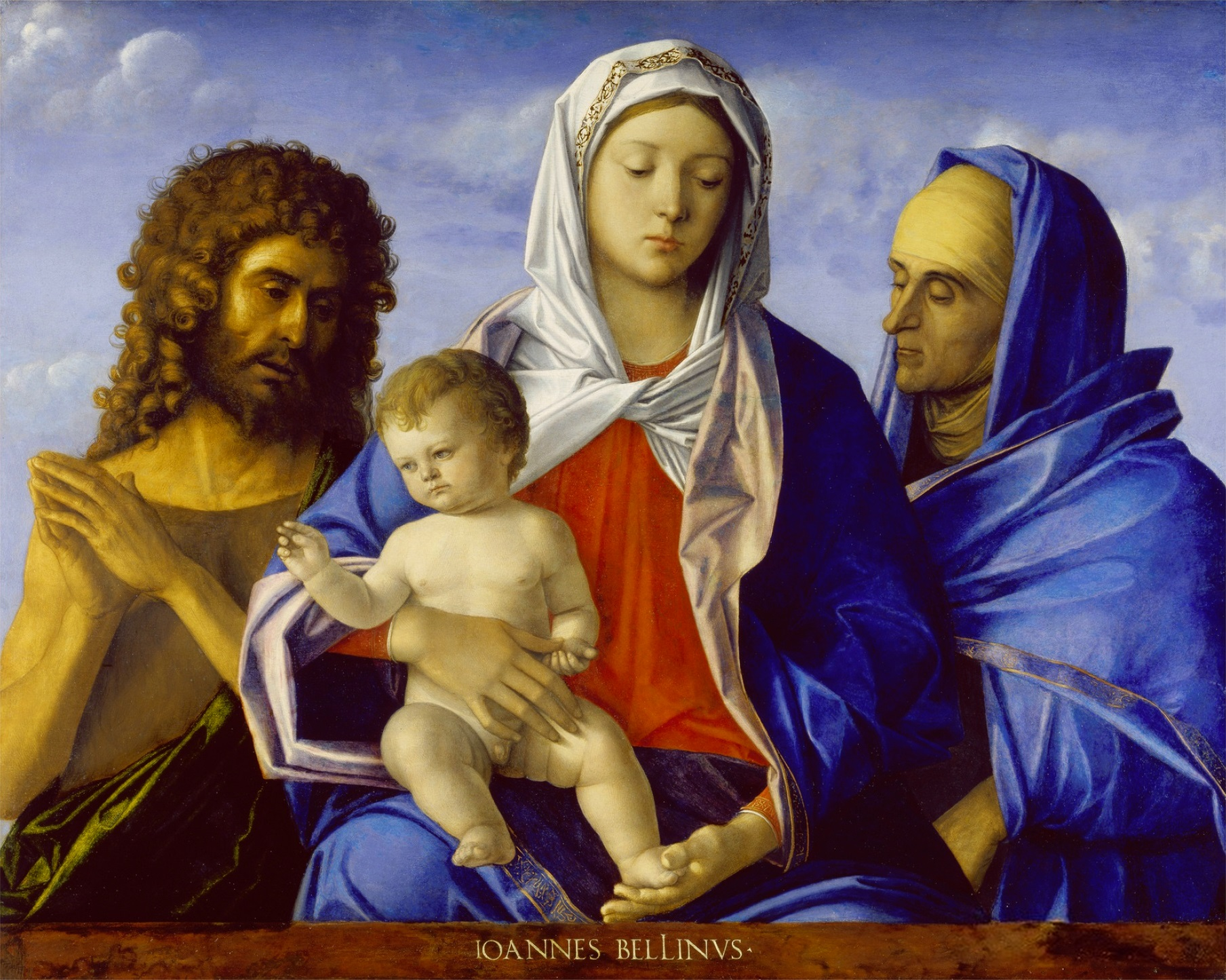
Джованни Беллини. Мадонна с Младенцем, Иоанном Крестителем и Святой Елизаветой. Между 1490 и 1500. Дерево, темпера, масло. Штеделевский художественный институт, Франкфурт-на-Майне
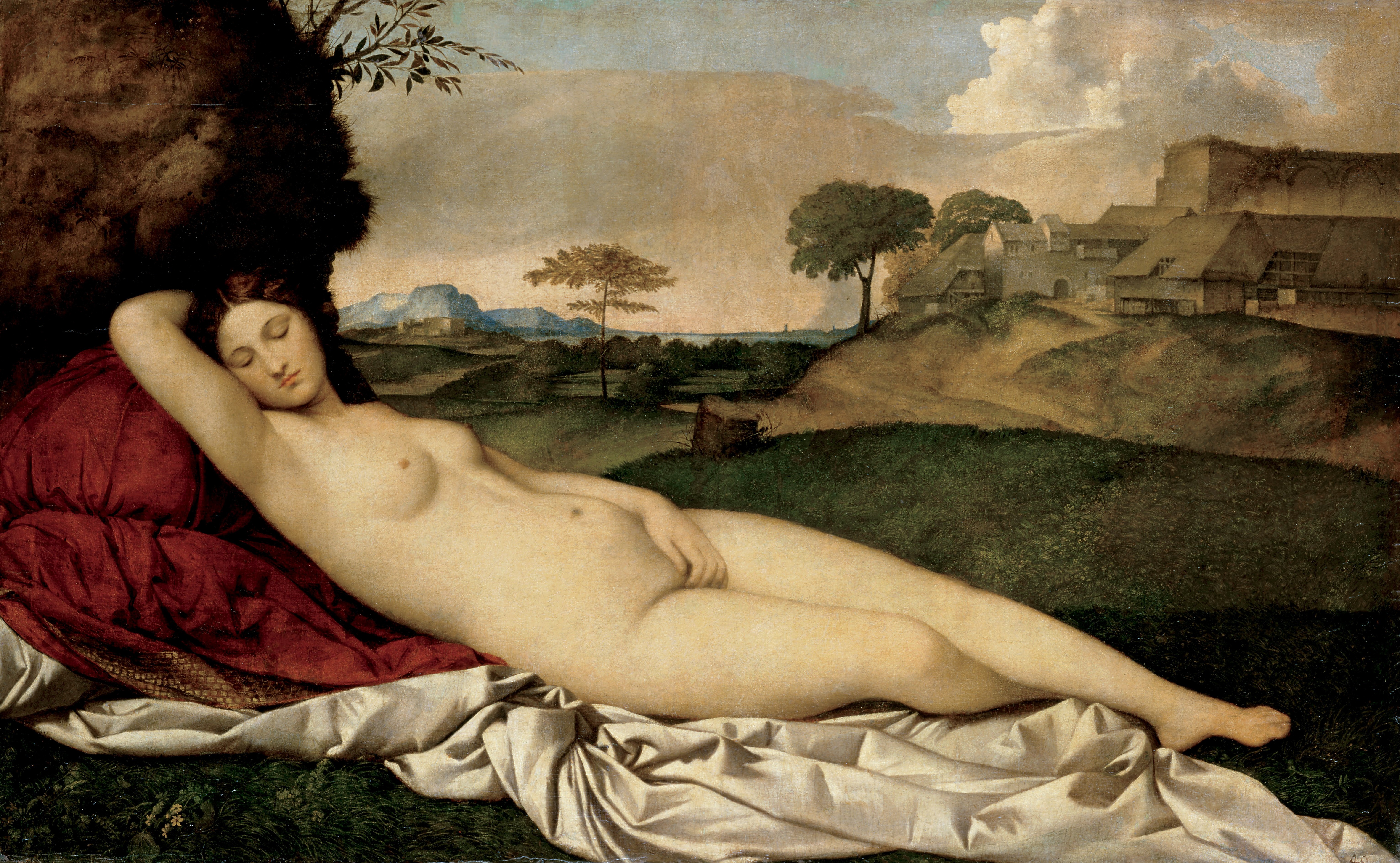
Джорджоне. Спящая Венера. 1508—1510. Холст, масло. Галерея старых мастеров, Дрезден
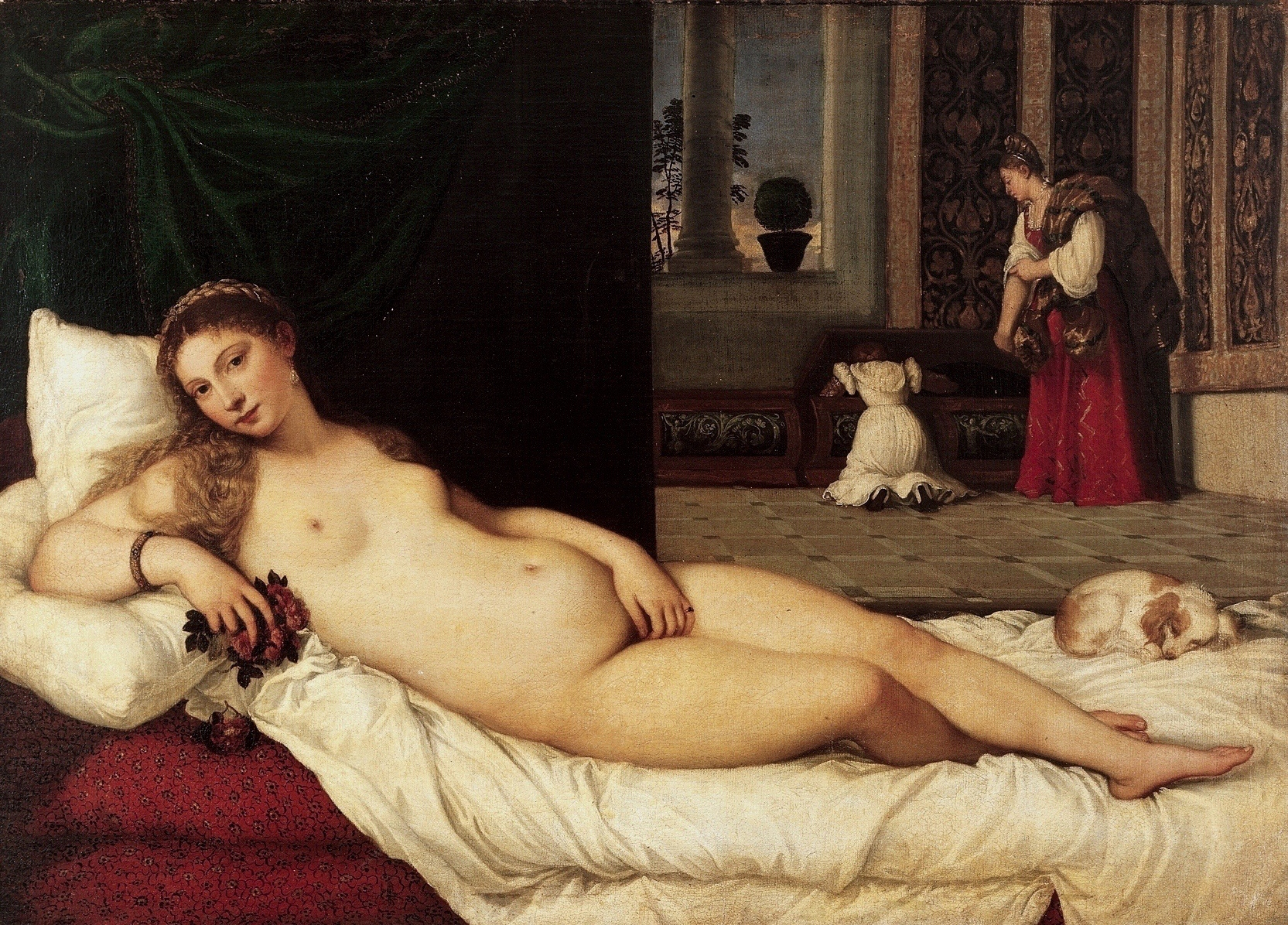
Тициан. Венера Урбинская. 1538. Холст, масло. Уффици, Флоренция
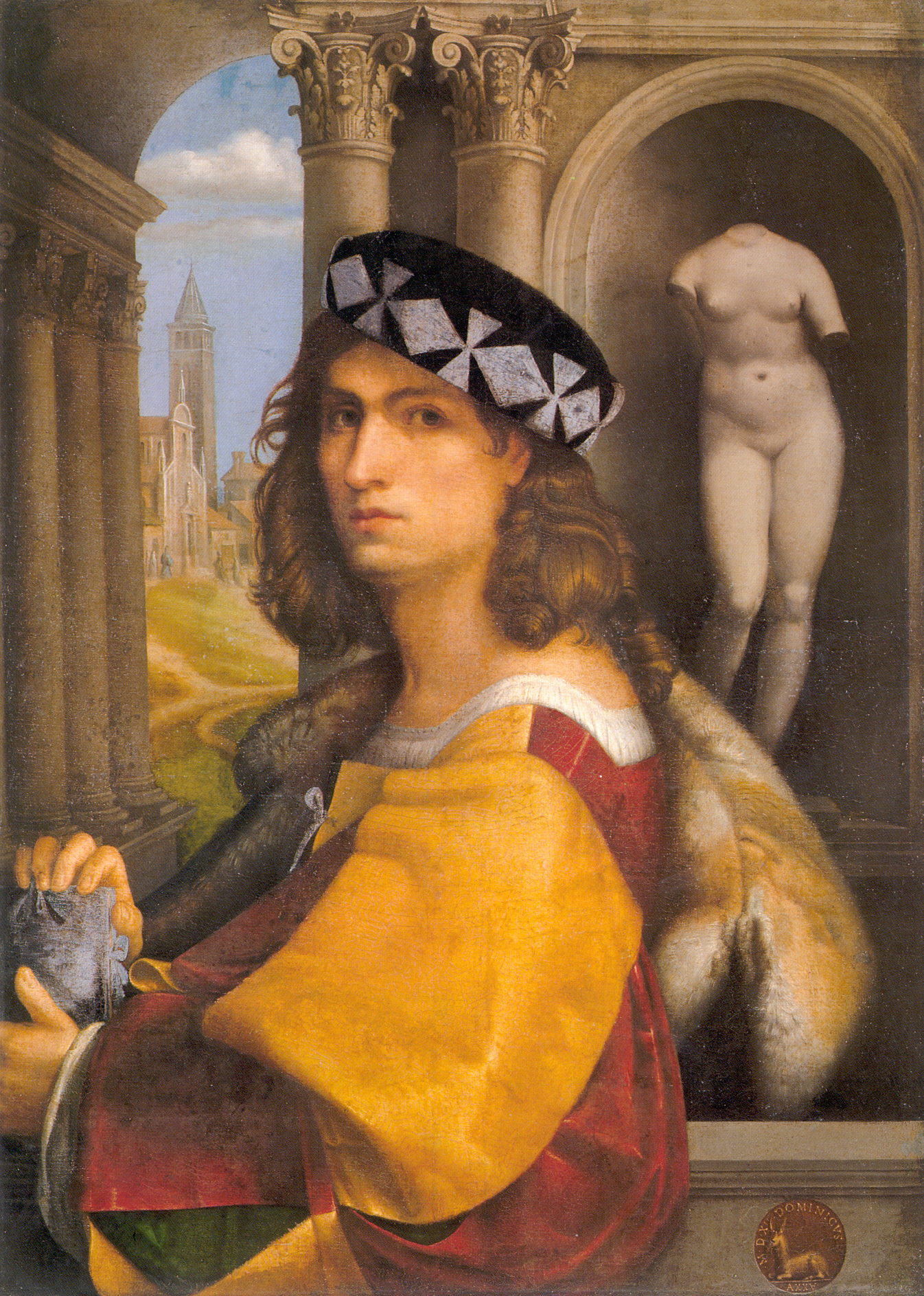
Доменико Каприоло. Автопортрет. 1512. Холст, масло. Государственный Эрмитаж, Санкт-Петербург
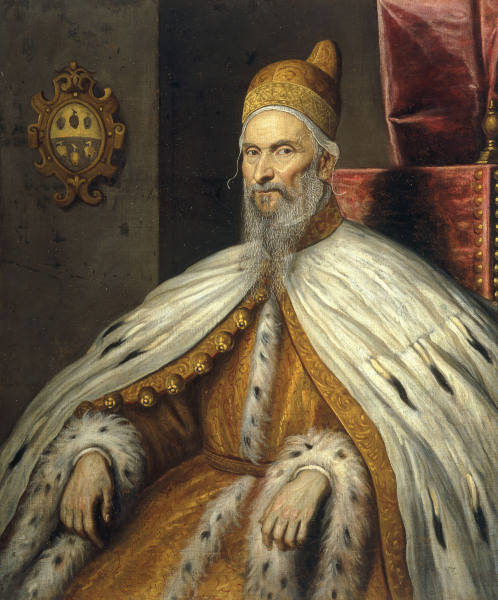
Леандро Бассано. Дож Маркантонио Меммо. Между 1612 и 1615. Холст, масло. Частное собрание
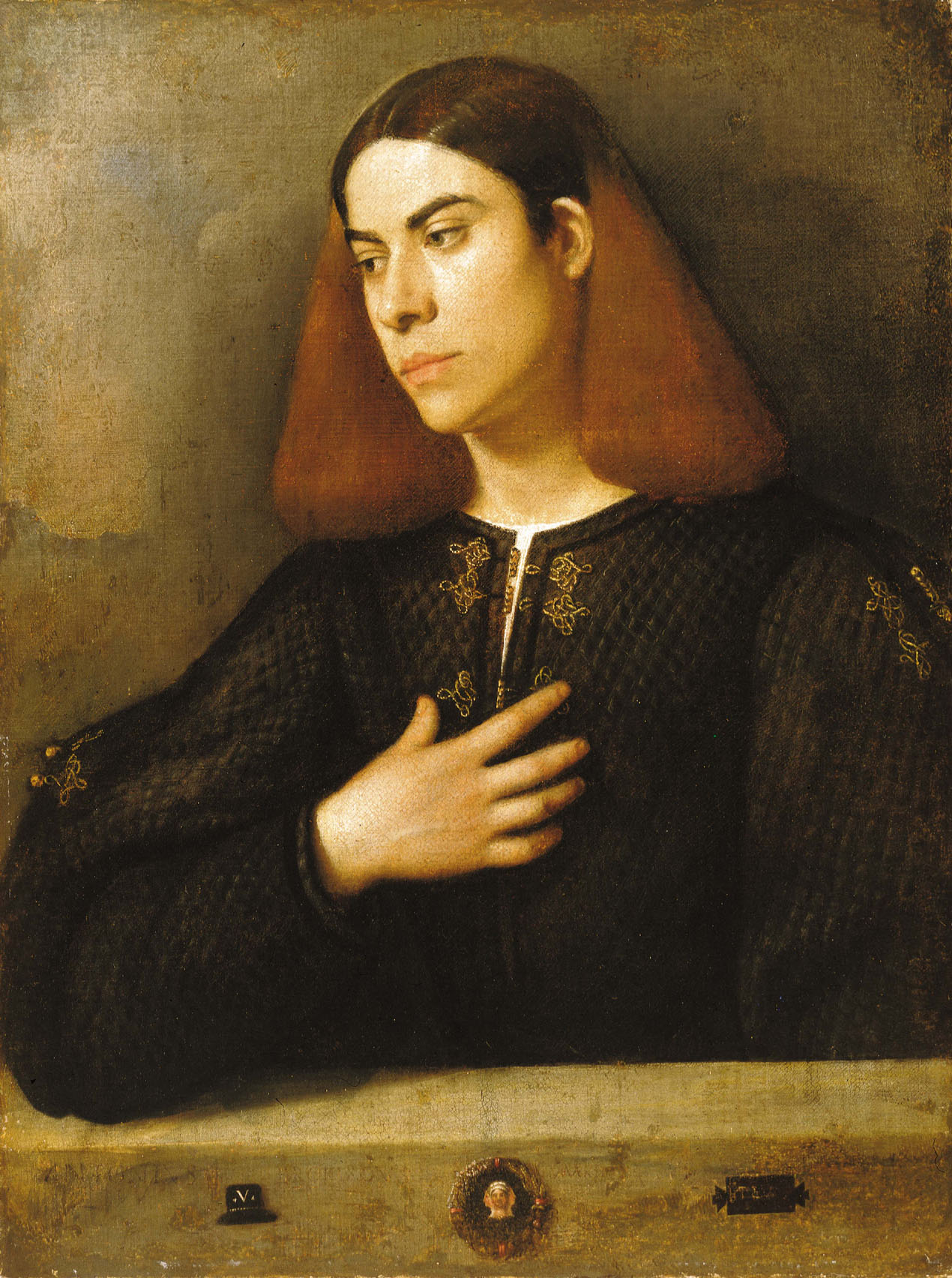
Джорджоне. Портрет молодого человека. Ок. 1510. Холст, масло. Музей изобразительных искусств, Будапешт

## Художники

### XIV—XV века
- Паоло Венециано (работал между 1333 и 1358)
- Якобелло дель Фьоре (ок. 1370 — 1439)
- Антонио Виварини (ок. 1420 — до 1484)
- Альвизе Виварини (1446—1502)
- Якопо Беллини (ок. 1400 — ок. 1470)
- Антонелло да Мессина (ок. 1430 — 1479)
- Андреа да Мурано (ок. 1430 — 1503)
- Джентиле Беллини (ок. 1429 — 1507)
- Джованни Беллини (1430—1516)
- Карло Кривелли (1435? — 1495)
- Витторе Кривелли (конец XV — начало XVI в.)
- Чима да Конельяно (1459—1517)
- Карпаччо, Витторе (ок. 1460 — ок. 1526)
- Винченцо Катена (1470—1531)
- Марко Базаити (1470—1530)
- Джироламо да Сантакроче (1480—1556)
- Бартоломео Монтанья (сер. XV в. — 1523)
- Лаццаро Бастьяни (1429—1512)

### Высокое Возрождение
- Джорджоне (147? — 1510)
- Лоренцо Лотто (ок.1480 — ок.1556)
- Тициан (147 ? — 1576)
- Себастьяно дель Пьомбо (1485—1547)
- Доменико Каприоло (1494—1528)
- Тинторетто (1518—1594)
- Паоло Веронезе (1528—1588)
- Марко Марциале, (Marco Marziale, работал в 1492—1507)
- Бартоломео Венето (ок. 1480 — после 1530)

### Венецианское Возрождение иманьеризм
- Якопо Бассано (ок. 1510 — 1592)
- Джакомо Пальма старший (1480—1528)
- Бонифацио Веронезе (1487—1553)
- Бернардино Лицинио (1489—1565)
- Джованни Кариани (1485—1547)
- Парис Бордоне (1500—1571)
- Тинторетто (1518—1594)
- Андреа Мельдолла (или Скьявоне; 1510/15 — 1563)
- Ламберт Сустрис (1515—1584)
- Джакомо Пальма младший (1544—1628)
- Паррасио Микеле (сер. XVI в.)
- Антонио Бадиле (ок. 1518 — 1560)
- Джованни Баттиста Зелотти (ок. 1526 — 1578)
- Франческо Бассано младший (1549—1592)
- Джованни Баттиста Бассано (Джамбаттиста Бассано; 1533—1613)
- Леандро Бассано (1557—1662)
- Джироламо Бассано (1566—1621)

### XVII век
- Антониос Василакис (1556—1629)
- Алессандро Варотари (1588—1649)
- Пьетро Либере (1614—1687)
- Томмазо Долабелл (1570—1650)
- Джироламо Форабоско (1605—1679)
- Карло Сарачени (1579—1620)
- Николо Кассана (1659—1714)
- Пьетро Беллотти (1625—1700)
- Грегорио Ладзарини (1655—1730)
- Себастьяно Риччи (1659—1734)
- Марко Либере (1640—1725)

### XVIII век
- Розальба Каррьера (1675—1757)
- Якопо Амигони (1675—1752)
- Гаспаро Дициани (1689—1767)
- Джованни Баттиста Тьеполо (1696—1770)
- Марко Риччи (1656—1730)
- Бартоломео Назари (1699—1758)
- Пьетро Лонги (1701—1785)
- Антонио Визентини (1688—1782)
- Агостино Мазуччи (1691—1758)
- Каналетто (1697—1768)
- Франческо Цуккарелли (1702—1788)
- Франческо Гварди (1712—1793)
- Микеле Мариески (1710—1743)
- Бернардо Беллотто (1720—1780)
- Франческо Фонтебассо (1709—1769)
- Франческо Тирони (?-1800)
- Джованни Баттиста Пьяцетта (1683—1754)
- Джулия Лама (1681—1747)
- Джамбаттиста Питтони (1687—1762)
- Джованни Доменико Тьеполо (1727—1804)
- Джамбаттиста Каналь (1745—1825)